# انرژی بادی در آلمان

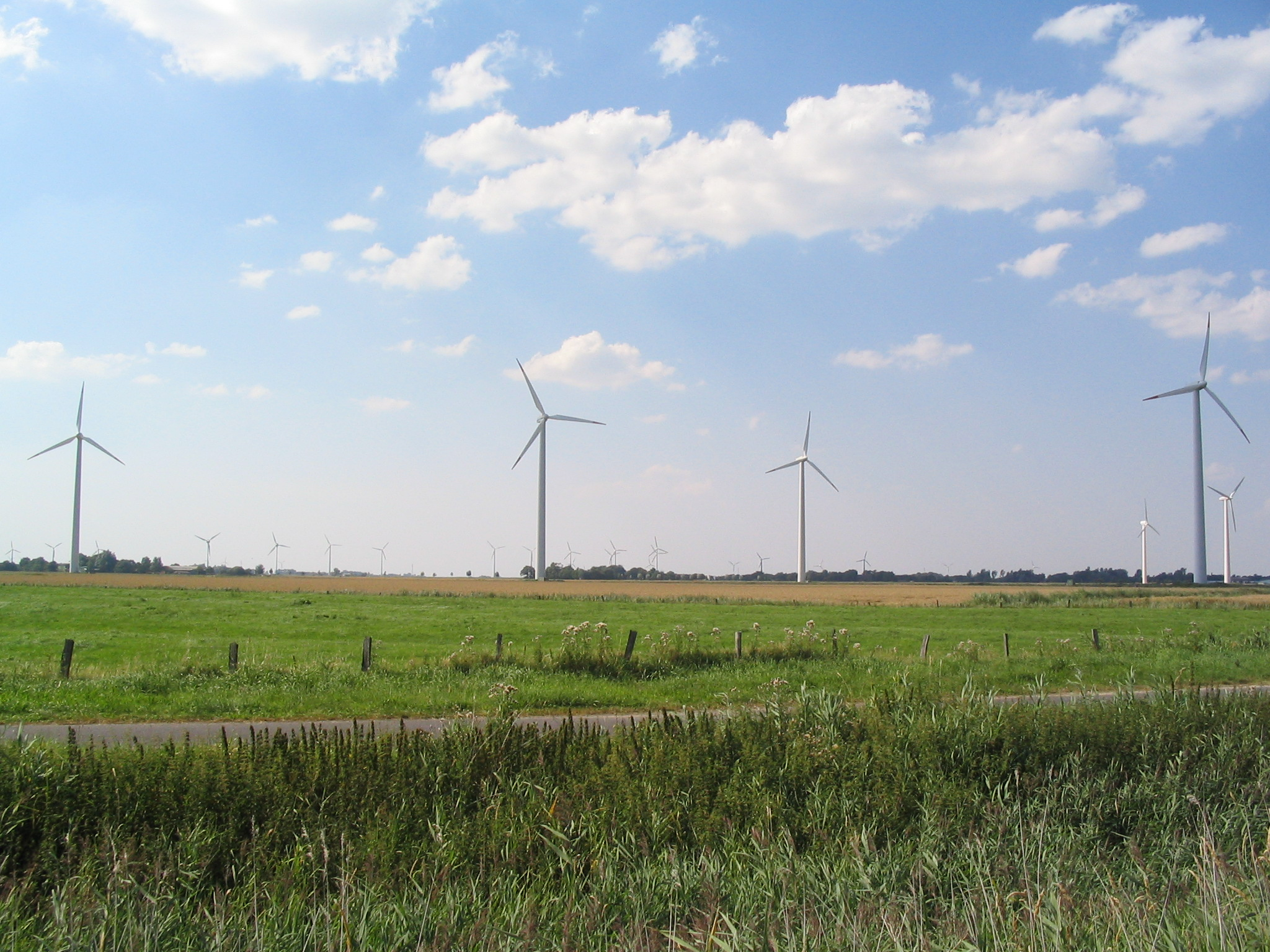
یک مزرع بادی در نوین‌کیرشن در یکی از ایالت‌های شمالی آلمان

آلمان با ۲۹٫۰۷۵ مگاوات توان بادی نصب شده سومین تولید کننده برق بادی در جهان بعد از چین و ایالات متحده امریکا به ترتیب با تولیدی بالغ بر ۶۲٫۷۳۳ مگاوات و ۴۶٫۹۱۹ مگاوات قرار دارد. بیش از ۲۲۰۰۰ توربین بادی در ایالت‌های مختلف آلمان نصب شده‌اند و این کشور در صدد است تا تعداد توربین‌ها را افزایش دهد.

## خلاصه
در حال حاضر برق بادی حدود ۸ درصد از کل مصرف برق در آلمان را تشکیل می‌دهد و گفته می‌شود که هیچ کشوری در این زمینه به اندازه آلمان دانش فنی ندارد. صنایع تولید توربین‌های بادی در آلمان حدود ۹۶٫۱۰۰ فرصت شغلی را ایجاد کرده‌اند و این توربین‌ها به کشورهای مختلف جهان صادر می‌شوند. توربین بادی فولندر در روستای لاسو در ایالت براندنبورگ آلمان در سال ۲۰۰۶ ساخته شد و در حال حاضر بزرگترین توربین بادی جهان محسوب می‌شود.
با این حال صرفه اقتصادی ساخت این توربین‌ها در آلمان در حال بررسی و به نکته اشاره می‌شود که روش‌های دیگری نیز برای تولید انرژی الکتریکی وجود دارند که نیازمند توجه باشند. از موضوعات مورد بحث دربارهٔ توربین‌های بادی می‌توان به تاثیرات زیبایی شناختی آنها بر روی محیط‌زیست، تاثیر آنها بر روی جمعیت پرندگان و تاثیر آنها بر روی صنعت گردشگری اشاره کرد.

## رشد ظرفیت نصب‌شده
جدول زیر نشان‌دهنده رشد استفاده از برق بادی در بین سال‌های ۲۰۰۰ تا ۲۰۰۷ و ۲۰۱۱ است.
| سال  | ظرفیت نصب شده به مگاوات |
| ---- | ----------------------- |
| ۲۰۰۰ | ۶٬۱۰۴                   |
| ۲۰۰۱ | ۸٬۷۵۴                   |
| ۲۰۰۲ | ۱۱٬۹۹۴                  |
| ۲۰۰۳ | ۱۴٬۶۰۹                  |
| ۲۰۰۴ | ۱۶٬۶۲۹                  |
| ۲۰۰۵ | ۱۸٬۴۱۵                  |
| ۲۰۰۶ | ۲۰٬۶۲۲                  |
| ۲۰۰۷ | ۲۲٬۲۴۷                  |
| ۲۰۱۱ | ۲۹٫۰۷۵                  |

منبع جدول: Global Wind ۲۰۰۷ Report، p.۲۱